# Aktiemarknadsnämnden
Aktiemarknadsnämnden bildades år 1986 i kölvattnet efter den s.k. Leo-affären och har till uppgift att genom uttalanden, rådgivning och information verka för god sed på den svenska aktiemarknaden. Nämnden drivs av en ideell förening - Föreningen för aktiemarknadsfrågor - som numera består av nio medlemmar: Svenskt Näringsliv, Stockholms Handelskammare, Stockholmsbörsen AB, Svenska Fondhandlareföreningen, Svenska Bankföreningen, FAR, Institutionella ägares förening för regleringsfrågor på aktiemarknaden, Fondbolagens Förening samt Sveriges Försäkringsförbund. I nämnden ingår både oberoende experter och företrädare för aktörer på aktiemarknaden.